# Öland
Öland je po Gotlandu druhý největší ostrov ve Švédsku. Nachází se v jihozápadní části Baltského moře. Má rozlohu 1342 km² a protáhlý úzký tvar táhnoucí se ve směru jihojihozápad-severoseverovýchod. Je 136 km dlouhý a maximálně 16 km široký. Dosahuje nadmořské výšky maximálně 57 m. Od švédské pevniny je oddělen dlouhým úzkým průlivem Kalmarsund přes který je z města Kalmar postaven silniční most Ölandsbron dlouhý 6 km.
Ostrov je dějištěm série románů spisovatele Johana Theorina.

## Geografie
Rostou zde listnaté (dub, jasan) i jehličnaté (borovice) lesy a vřesoviště. Převážná část povrchu je zemědělsky obdělávána (žito, cukrová řepa). Je zde rozvinutá živočišná výroba. Část východního pobřeží a sousední vodní plocha byly vyhlášeny za ramsarský mokřad. Z administrativně-územího hlediska je ostrov rozdělen do dvou okresů Borgholm a Mörbylånga. Největšími sídelními celky jsou Borgholm, Köpingsvik, Färjestaden a Mörbylånga. Öland je součástí kraje Kalmar. V roce 2016 zde žilo 25 845 obyvatel.

## Zemědělská krajina jižního Ölandu
„Zemědělská krajina jižního Ölandu“ je název jedné z památek světového kulturního dědictví UNESCO. Z většiny je tvořená rozlehlou vápencovou planinou. Podloží je kryté jen úzkou vrstvou zeminy a má vysoké pH, což umožňuje růst specifické flóry. Podobné vápencové planiny se nacházejí i na dalších ostrovech v Baltském moři a na Britských ostrovech. Planina je místy přerušována morénovými usazeninami. Setkáme se zde i s krasovými jevy.
Oblast je osídlena již 5000 let lidmi, kteří se přizpůsobili zdejším specifickým podmínkám a utvářeli kulturní zemědělskou krajinu pastvin a polí. Nacházejí se zde pozůstatky a archeologická naleziště z doby paleolitu, doby bronzové i doby železné, ale i vikingských sídel.

### Fotogalerie

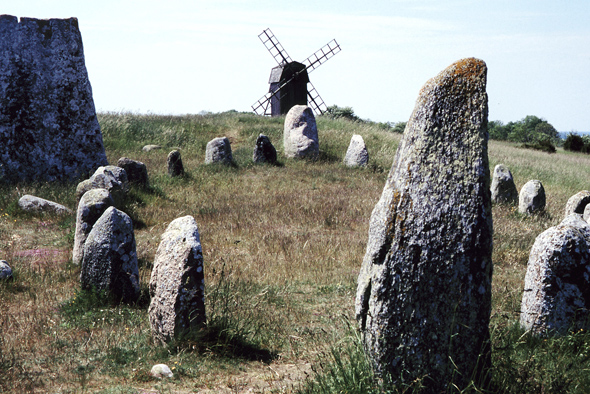
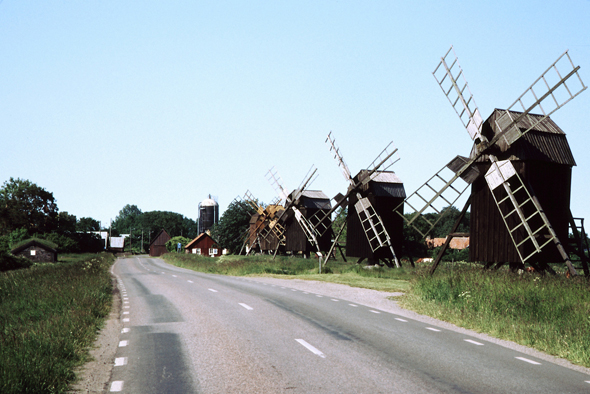
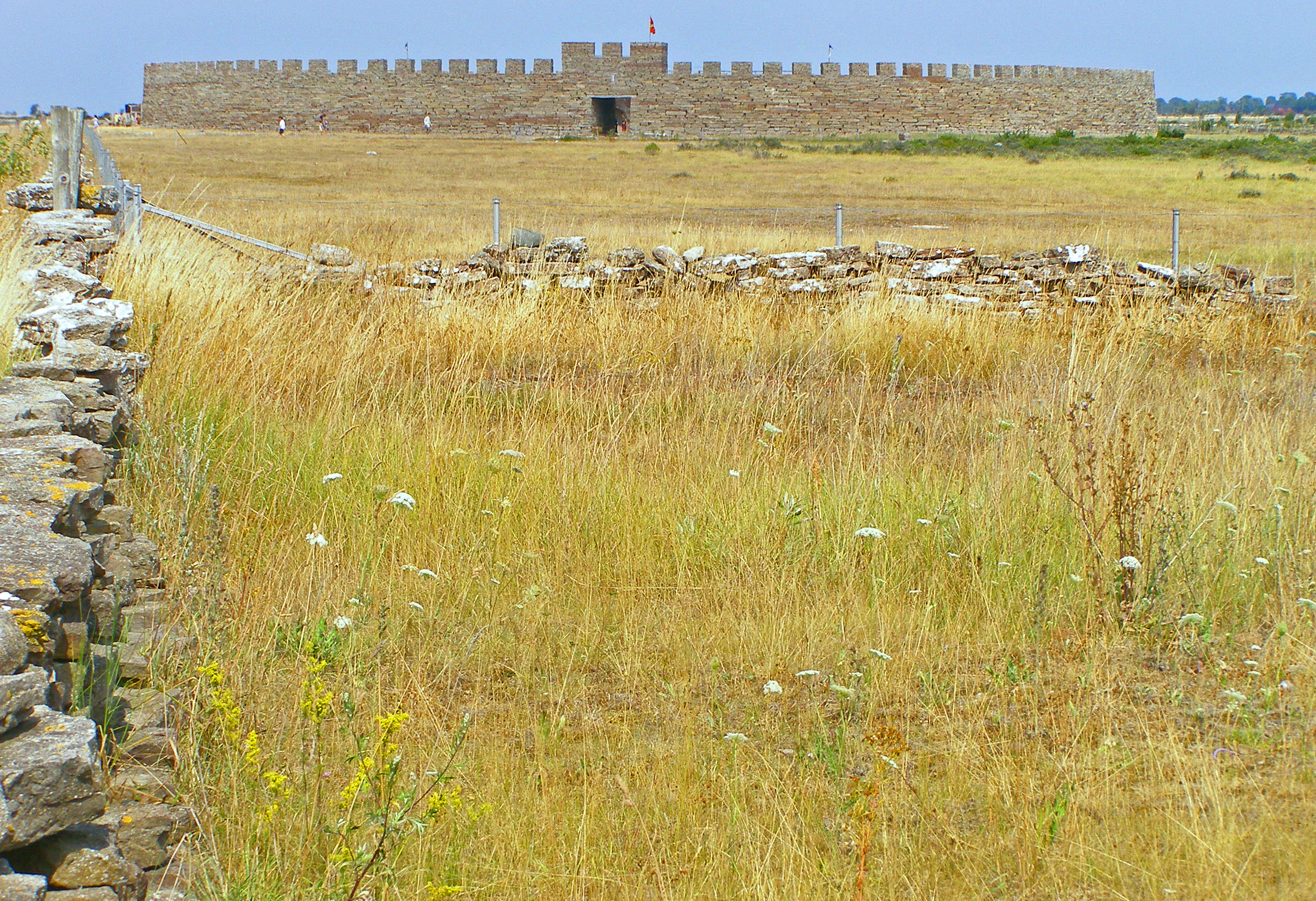
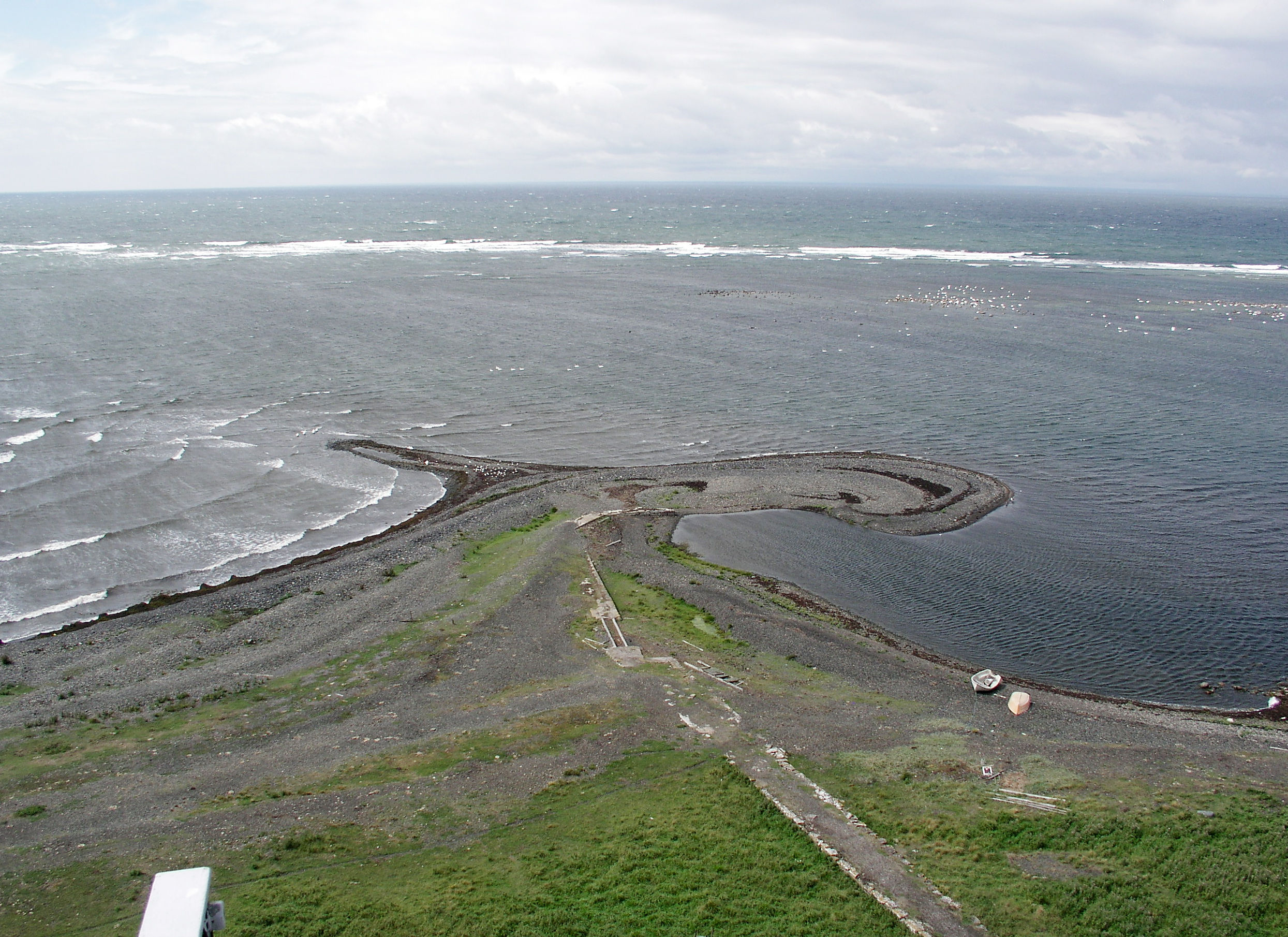